# Berglen (Landschaft)
Die Berglen sind eine bewaldete Höhenlandschaft im Rems-Murr-Kreis. Sie gehören zur naturräumlichen Haupteinheit Schurwald und Welzheimer Wald (107) und tragen die Kennziffer 107.2(0). Sie stehen jedoch nach Nordosten hin über den schmalen Höhenrücken, der die Dörfer Rudersberg im Südosten im Wieslauftal und Allmersbach im Nordwesten in der Talbucht der Murr voneinander trennt, in schmaler Verbindung mit den Schwäbisch-Fränkischen Waldbergen (108). Nach Süden und Osten bildet der Naturraum Remstal (107.1) mit dem Schorndorfer Becken eine deutliche Abgrenzung zu den höheren Keuperlandschaften der Haupteinheit; im Süden trennt hier vom Schurwald (107.0) die Talung der Rems selber, im Osten vom Welzheimer Wald (107.3) das Nebental ihres größten Zuflusses Wieslauf. 
Im Westen erheben sich aus den Gäuflächen die „Köpfe“ Kleinheppacher Kopf, Hörnles-Kopf und Korber Kopf. An diese schließt östlich die Buocher Höhe an, mit 519,6 m beim Dorf Buoch die höchste Erhebung der Berglen. Im Norden begrenzen Winnender und Backnanger Bucht die Berglen. Die Berglen werden hauptsächlich nach Nordwesten entwässert, im Westen und zum kleineren Teil durch den Zipfelbach, östlich davon und überwiegend durch den Buchenbach, der im Nordosten entspringt und erst nach einem Knie etwa im Zentrum der Landschaft seiner großräumige Entwässerungsrichtung folgt. Der schmale Ostsaum der Landschaft liegt im Einzugsgebiet der Wieslauf. Von den im Gebiet entstehenden und südwärts entwässernden Bächen ist allein der bei Schorndorf mündende Schornbach von einiger Bedeutung, wie die Wieslauf ein Zufluss der Rems.
Die Gemeinde Berglen wurde nach der Landschaft benannt.

## Geologie und Landschaftsbild
Aufgrund der auf den dort anstehenden geologischen Schichten des Keupers sind die Berglen auf den Höhen bewaldet, an den Hängen gibt es zahlreiche Streuobstwiesen und an den südlichen z. B. bei Weinstadt und Korb wird auch Wein angebaut. In den Tälern im Gipskeuper gibt es oft Kaltluftseen, so dass nur Wiesenwirtschaft möglich ist. Eine in den Berglen heimische Sonderkultur ist der Erdbeeranbau, der um 1900 in Breuningsweiler eingeführt wurde.